# 城关街道 (彬州市)
城关街道是中华人民共和国陕西省咸陽市彬州市下辖的一个街道办事处。
2015年，陕西省民政厅批复同意撤销彬县城关镇，设立城关街道办事处。

## 行政区划
城关街道下辖以下行政区：
东街社区、南街社区、西街社区、北街社区、鸣玉池村、东关村、东街村、西街村、北街村、迎建村、南沟村、隘巷村、文泰村、刘家湾村、火石咀村、朱家湾村、瑶池头村、芋家沟村、官牌村、西堡村、朱家山村、西沟村、南街村、菜子村、姜渠村、虎神沟村、李家川村、白厢村、莲花池村和万人村。

## 名人
- 北京军区司令员房峰辉上将